# Chrysochlamys saldanhae
Chrysochlamys saldanhae är en tvåhjärtbladig växtart som först beskrevs av Adolf Engler, och fick sitt nu gällande namn av Oliveira-filho. Chrysochlamys saldanhae ingår i släktet Chrysochlamys och familjen Clusiaceae. Inga underarter finns listade i Catalogue of Life.